# Astrangia
Genre
Astrangia est un genre de scléractiniaires (coraux durs), de la famille Rhizangiidae.

## Liste des espèces
Astrangia comprend les espèces suivantes :
| Selon World Register of Marine Species (14 janvier 2016) : - Astrangia atrata Dennant, 1906 - Astrangia browni Palmer, 1928 - Astrangia californica Durham & Barnard, 1952 - Astrangia conferta Verrill, 1870 - Astrangia costata Verrill, 1866 - Astrangia dentata Verrill, 1866 - Astrangia equatorialis Durham & Barnard, 1952 - Astrangia haimei Verrill, 1866 - Astrangia howardi Durham & Barnard, 1952 - Astrangia macrodentata Thiel, 1940 - Astrangia mercatoris Thiel, 1941 - Astrangia poculata Ellis & Solander, 1786) - Astrangia rathbuni Vaughan, 1906 - Astrangia solitaria Lesueur, 1817 - Astrangia woodsi Wells, 1955 | Selon ITIS (14 janvier 2016) : - Astrangia atrata Dennant, 1906 - Astrangia braziliensis Vaughan, 1906 - Astrangia browni Palmer, 1928 - Astrangia californica Durham & Barnard, 1952 - Astrangia conferta Verrill, 1870 - Astrangia costata Verrill, 1866 - Astrangia dentata Verrill, 1866 - Astrangia equatorialis Durham & Barnard, 1952 - Astrangia haimei Verrill, 1866 - Astrangia howardi Durham & Barnard, 1952 - Astrangia lajollaensis Durham, 1947 - Astrangia macrodentata Theil, 1940 - Astrangia mercatoris Theil, 1941 - Astrangia poculata Ellis & Solander, 1786 - Astrangia rathbuni Vaughan, 1906 - Astrangia solitaria Lesueur, 1817 - Astrangia woodsi Wells, 1955 |